# Andrei Scobioală
Andrei Scobioală (n. 4 octombrie 1884, com. Moșeni, jud. Bălți – d. 27 octombrie 1971, București) a fost profesor de matematică și deputat în Sfatul Țării între anii 1917-1919, precum și în Parlamentul României între anii 1928-1930.

## Biografie
A învățat la Școala Normală din Bairancea și la Facultatea de Fizio-Matematici din Odesa, luându-și licența în 1909. A fost mobilizat la arme în timpul Primului Război Mondial, mai exact în 1917, într-o unitate rusească de pe frontul român. În afara activității de pe front, a trimis o scrisoare către Zemstva Gubernială la începutul anului școlar 1917-1918 în care propunea să fie aduse cadre didactice transilvănene și bucovinene dintre prizonierii și refugiații de război, întrucât era îngrijorat de situația învățămânului în limba maternă din Basarabia, având în vedere numărul mic de profesori basarabeni. La 18 februarie 1918 a participat la deschiderea Universității Populare din Chișinău, unde a ținut și un discurs.
În afara activității politice desfășurate în unele organisme și instituții basarabene și românești, în perioada interbelică a fost și profesor de matematică la Școala Normală și Liceul Militar din Chișinău, precum și la Liceul Lazăr din București (în 1940). În 1941 se întoarce în Chișinău, unde activează până în 1944 tot ca profesor la Școala Normală, după care se mută definitiv în București, unde se pensionează. S-a stinge din viață în 1971 din cauza unui infarct. A fost înmormântat la cimitirul Cărămidari din București (Piața Sudului).

## Activitatea politică
Prima funcție politic(o-militară) pe care o ocupă este în cadrul Comitetului Oștășesc Moldovenesc, pe care l-a înființat la sfârșitul lui iunie 1917 la Iași, alături de Grigorie Cazacliu, Vasilie Țanțu și Gheorghe Năstase. În cadrul acestuia a ocupat funcția de președinte. Activitatea comitetului a fost foarte importantă, întrucât acestuia i se datorează înființarea comitetelor ostășești moldovenești din toate garnizoanele Moldovei în care se aflau unități rusești cu soldați basarabeni. De asemenea, tot acest Comitet a avut contribuții majore în menținerea disciplinei în armata română, prin încercările de stopare a propagandei de răzvrătire a soldaților români, dar și datorită faptului că interveneau în mitingurile revoluționarilor ruși pentru a diminua tensiunile.
În urma ședințelor din 10, 11 și 12 octombrie 1917 ale  delegațiilor de pe frontul român de la Iași, Andrei Scobioală este nominalizat drept candidat pentru Constituanta rusă din partea partidului S. R.-ilor moldovenesc. Deși alegerile au fost amânate, Scobioală avea să fie propus din nou la următoarele alegeri.
În ședința din 20 octombrie 1917 de la Congresul ostășesc alege să facă parte din grupul separatiștilor. A fost ales ca deputat în Sfatul Țării din partea Comitetului Executiv Moldovenesc de pe frontul român. A deținut acest mandat între 21 noiembrie 1917-18 februarie 1919. În ședința din 27 martie 1918 a votat pentru realizarea unirii cu România. După realizarea acesteia, a fost deputat din partea Partidului Național-Țărănesc în perioada 1928-1930.